# Wagneria cornuta
Wagneria cornuta là một loài ruồi trong họ Tachinidae.